# Шеве (терористичка група)
Шеве су биле терористичка група основана у мају 1992. у Сарајеву. Група је била намјењена за терорисање Срба, Муслимана и Хрвата који нису одговарали тадашњим политичарима (Странка демократске акције) на власти у Сарајеву. У редовима Шева су били снајперисти који су пуцали чак и по припадницима Армије РБиХ. Група је била повезана са Министарством полиције Републике БиХ, од којих су добијали логистичку подршку, затим са службом безбједности „Агенција за истраживање и документацију“ (АИД), те са Муслиманском обавјештајном службом.

## Историја
Шеве је основао Алија Делимустафић, који је тада био на положају министра унутрашњих послова тадашње Републике БиХ. Шеве су прошле обуку СИС-а (Сигурносно-информативна служба Републике Хрватске) у Метковићу, а затим у иранском кампу на Погорелици код Фојнице, гдје су обучени за снајперска дејства и подметање експлозивних направа у циљу тихе ликвидације.

### Убиство припадника ЈНА у Великом парку
Шеве су оптужене за стрељање 8 заробљених припадника Југословенске народне армије 22. априла 1992. у Великом парку у самом центру Сарајева.

### Убијање цивила на Грбавици
Шеве су током рата у Сарајеву снајперима убијале цивиле на Грбавици, која је у то вријеме била у саставу Српског Сарајева. Према признању припадника Едина Гараплије, Шевини снајперисти су се пењали на зграде и одатле пуцали по Србима на Грбавици. Они нису водили рачуна да ли гађају дјецу, жене, старце.

### Убиство француског војника
Шеве су оптужене и за убиство француског војника код Извршног вијећа у самом центру Сарајева. Француски војник је убијен снајпером, а припадник Шева Неџад Херенда је у свом исказу потврдио да су ликвидацију починиле Шеве како би могли да за тај злочин оптуже Србе. Истражитељи су утврдили да метак није могао да дође са српских положаја.

### Убиство Бошка и Адмире на Врбања мосту
Убиство момка и дјевојке, Србина Бошка Бркића и Муслиманске Адмире Исмић (види и Ромео и Јулија у Сарајеву), који су 18. маја 1993. покушали да пређу Миљацку преко Врбања моста и оду на Грбавицу која је тада била у саставу Српског Сарајева, је догађај који је путем медија обишао читав свијет. Медији су за овај злочин оптужили Србе, док је припадник Шева Неџад Херенда у свом исказу признао да су злочин починиле Шеве и оптужили Србе у пропагандне сврхе. Према свједочењу припадника АИДА (Муслиманска обавјештајна служба) Едина Гараплије, који је дао пред тужилаштвом у Сарајеву у априлу 2002, Бошка и Адмиру је убио припадник Шева Неџад Херенда који је замаскиран из снајпера пуцао са зграде Стелекса (дискотека Електротехничког факултета). Един Гараплија је у истој изјавио изјавио да су Бошко и Адмира убијени јер су покушали да побјегну на страну Републике Српске.

### Атентат на Сефера Халиловића
У атентату на Сефера Халиловића 7. јула 1993. приликом кога су убијени Халиловићева супруга и њен брат, Шеве су поставиле експлозивну направу. Претходно су на мјесто злочина распоредиле парчад, да би након самог активирања експлозивне направе оптужили Србе за гранатирање које се није десило. Неџад Херенда, један од три починилаца, је у исказу на аудио-снимку признао да су лажно за овај злочин оптужили Србе. Вјештак Нашет Мунинагић је утврдио да не ради о српског гранати, него о постављеној експлозивној направи.

### Хапшење Мушана Топаловића Цаце
Шеве су снајперима дејствовале током операције „Требевић“ по припадницима Десете брдске бригаде Армије Републике БиХ, којом је командовао Мушан Топаловић Цацо, и по припадницима полиције Републике БиХ која је имала задатак да ухапси Топаловића да би изазвале сукоб између припадника полиције и Десете брдске бригаде.